# エルンスト・アンデション
エルンスト・アンデション（Ernst Andesson、1909年3月26日 - 1989年10月9日）は、スウェーデン出身の元同国代表サッカー選手、元サッカー指導者。ポジションはミッドフィールダー。

## 略歴
選手キャリアをIFKヨーテボリ一筋で送った選手。スウェーデン代表としては、1934 FIFAワールドカップに出場し、大会初戦のアルゼンチン代表戦と1-0で敗れたドイツ代表戦の2試合に出場した。1936年にはベルリンオリンピックに臨むスウェーデン代表に選出されたが、アドルフ・ヒトラーによるプロパガンダを嫌って辞退した。